# New Small Family
New Small Family er navnet på et projekt hos Volkswagen Aktiengesellschaft, som følger målet om at udvikle biler til mærkerne Škoda Auto, SEAT, Volkswagen og eventuelt også Audi. Det drejer sig om mikrobiler, som med forskellige drivkrafte og karrosseriformer skal øge salgstallene betydeligt for at flytte Toyota fra førstepladsen over verdens største bilfabrikanter. Projektet præsenteredes i år 2007 på Frankfurt Motor Show og Tokyo Motor Show. Med New Small Family-byggekasserne fremstilles forskellige bilkomponenter, som dermed bliver billigere i masseproduktion. Tredørsversionerne kom på markedet i december 2011 i de respektive mærkers hjemlande; Volkswagen up! i Tyskland, Škoda Citigo i Tjekkiet og SEAT Mii i Spanien. I resten af Europa introduceredes tredørsmodellerne i april 2012. Femdørsversionerne kom på markedet i alle europæiske lande i maj 2012.

## Produktionssteder
Samtlige modeller bliver fremstillet på den tidligere Škoda-fabrik BAZ Devínska Nová Ves i Slovakiet. For at forberede fabrikken på bilprojektet investerede Volkswagen AG 308 mio. Euro. For at opnå de forventede salgstal har koncernen planlagt at udvide de tidligere fabrikker i Kaluga, Rusland og Pune, Indien. Gearkasserne produceres på Škodas stamfabrik i tjekkiske Mladá Boleslav. Til udvidelse af fabrikken investerede Škoda Auto 1,5 mia. tjekkiske koruna (ca. 4,1 bio. danske kroner) og oprettede 270 yderligere stillinger.

## Modeller

### Seriemodeller
Bilerne er alle bygget på samme platform og adskiller sig kun lidt i designet. De forskellige mål begrunder sig i forskelligt dimensionerede skørter. Indtil videre findes der følgende grundmodeller:
- Volkswagen up!
- Škoda Citigo
- SEAT Mii

### Prototyper
Indtil videre er følgende prototyper præsenteret:
- Volkswagen up! med hækmotor (tredørs, 2007)
- Volkswagen space up! (lille MPV, 2007)
- Volkswagen space up! blue (lille MPV, 2007)
- Volkswagen up! Lite (lavenergibil, 2009)
- Volkswagen e-up! (elbil, 2009)
- Volkswagen Milano (taxibil, 2010)
- Volkswagen Buggy up! (Kit Car, 2011)